# هبتاكوسان-1-ول
هبتاكوسان-1-ول هو كحول دهني ذو سبع وعشرين ذرة كربون، صيغته الجزيئية هي C27H56O. ويتواجد في الكحول الدهنية.